# Anatol Ulman
Anatol Ulman (ur. 12 kwietnia 1931 w Nancy, zm. 14 kwietnia 2013 w Gdańsku) – polski prozaik, poeta, autor utworów scenicznych, dziennikarz, krytyk literacki, nauczyciel. 

## Życiorys
Syn Franciszka Ulmana i Józefy z Gibusów. Absolwent filologii polskiej Uniwersytetu Poznańskiego (1955). W latach 1955–1979 pracował jako nauczyciel w szkołach średnich i wyższych w Koszalinie, Kołobrzegu i Słupsku. Debiutował artykułem Wszystkie młodości w czasopiśmie Od nowa nr 8/1957. 

## Nagrody
- III nagroda w Konkursie Ministerstwa Kultury i Sztuki oraz Komitetu Organizacyjnego Festiwalu Polskich Sztuk Współczesnych we Wrocławiu za utwór dramatyczny Godziny błaznów w składnicy złomu (1978)[4]
- III nagroda w konkursie Iskier na opowiadanie sensacyjno-kryminalne za opowiadanie Polujący z brzytwą[4]
- I nagroda w Ogólnopolskim Konkursie Komediopisarskim Talia '99 za utwór dramatyczny Transakcja z amnezją (1999)[4]
- I nagroda w Ogólnopolskim Konkursie na Utwór Sceniczny za sztukę dla dzieci Koty z gdańskiej gildii (1999)[5]

Za książkę Dzyndzylyndzy czyli postmortuizm był nominowany do Nagrody Literackiej Gdynia 2008 w kategorii proza.

## Publikacje
- Cigi de Montbazon (1979, 1983, 2001)
- Godziny błaznów w składnicy złomu. Komedia współczesna (1980) – sztuka teatralna, prapremiera: 12 maja 1980, Teatr Kwadrat, Warszawa[7]
- Obsesyjne opowiadania bez motywacji (1981)
- Kolonia mszyc, czyli adaptacja (1981) – słuchowisko radiowe, premiera: 26 lipca 1981, Teatr Polskiego Radia, Warszawa[8]
- Szef i takie różne sprawy (1982)
- Potworne poglądy cynicznych krasnoludków (1985)
- Polujący z brzytwą (seria Ewa wzywa 07, 1988)
- Doktor inżynier zbrodni (1990)[9]
- Ojciec nasz Faust Mefistofelewicz (1991)
- Banda Kuby Baszka. Akonityna (1992)
- Mord w ekspresie „Gryf” (1994)
- Zabawne zbrodnie (1998)
- Pan Tatol czyli nieostatni zajazd na dziczy. Historia burżuazyjna z końca (2000)
- Transakcja z amnezją. Komedia wirtualna (2000) – sztuka teatralna, prapremiera: 26 lutego 2003, Teatr Kontrapunkt, Warszawa[10]
- Dzyndzylyndzy czyli postmortuizm (2007)
- Drzazgi. Powabność bytu (2008)
- Miąższ (zbiór wierszy – debiut poetycki, 2010)
- Oścień w mózgu. Felietony wybrane (2011)
- Cigi de Montbazon i robalium Platona (2012) – kontynuacja debiutanckiej powieści Cigi de Montbazon[11]

Współpracownik m.in. „Zbliżeń”, „Pobrzeży”, „Nowych Książek”, „Szpilek”, „Sycyny”, „Latarni Morskiej”. Pisał felietony do szczecińskiego czasopisma „eleWator”.

## O Ulmanie
Rozrywkowość u Ulmana jest prymarna, wynika ona z nabytego (...) lekceważenia artyzmu. Z pełnego zaufania do najprostszych postaci komizmu (...), z wiary, że śmiała, własna i wartościowa myśl wystarczy za artyzm(...)
(...)przezwyciężył Ulman schematy pisania o wojnie i seksie, wyzyskując nowoczesne narzędzia prozy powieściowej i inspiracje płynące z epiki ludowej. Czytelnik ma prawo pomyśleć, że pojawiła się powieść wybitna.
(...) duszoznawcze demaskatorstwo Ulmana idzie w parze z dobrą orientacją, gdzie są kulturalne granice literackich swobód.
W sprzeciwie Ulmana wobec mitotwórstwa i mitografii, w jego dążeniu do skompromitowania fałszywych schematów literackich kryje się pragnienie odkrycia wewnętrznej prawdy o człowieku.
A wszystko (...) w konwencji groteskowo-satyrycznej, gdzie miesza się żartobliwa liryka i surrealistyczny obraz, realna geograficzno-historycznie rzeczywistość z fantazją baśniowej przypowieści, "prawda" przeplata się ze "zmyśleniem", sprawy całkiem serio z sytuacyjnymi dowcipami.
W nr 11(44)/2007 miesięcznika Lampa ukazał się obszerny wywiad Pawła Gołoburdy z Anatolem Ulmanem – "Wstydzę się, że jestem człowiekiem".